# Metal Slug Anthology
Metal Slug Anthology (Metal Slug Complete en Japón) es una recopilación de los videojuegos de la franquicia Metal Slug para la PlayStation 2, PlayStation Portable y Wii. La versión de Wii cuenta con diferentes configuraciones de controlador, la mayoría aprovechando el Wii Remote. El juego también marca el regreso de SNK Playmore como desarrollador thirdparty de la consola de Nintendo desde la época de NES.
Las versiones de PS2 y Wii cuentan exactamente con los mismos gráficos que las versiones originales (arcade, Neo-Geo, y los últimos títulos publicados en PS2 y Xbox).

## Juegos
Todos los juegos funcionan mediante la emulación de las versiones Neo-Geo AES, excepto Metal Slug 6,

## Características
La recopilación incluye todos los juegos de la serie desde Metal Slug 1 hasta Metal Slug 6, incluyendo Metal Slug X, sin ninguna modificación respecto a los originales. No obstante, en el manual se afirma que la habilidad de 'barrido' está disponible en Metal Slug 4, 5 y 6, pero solo el 5 cuenta con esta característica.

## Características suplementarias
El juego incluye varias características adicionales, la mayoría provenientes de Metal Slug 6, incluyendo:
• Galería de Arte - Arte Conceptual de Metal Slug 1 a 6.
• Multimedia - Música de Metal Slug del 1 al 6, cada una de las pistas de audio puede ser copiadas en la Memory Stick en la versión de Playstation Portable, como audio tipo atrac3+ con las correspondientes tags de música como Nombre de Pista y Album, el álbum revela el juego del cual procede la pista de audio, ejemplo: Pista: Morden Rebrith Album: Metal Slug 4.
• Opciones de Juego - Incluye dificultad, vidas (limitadas o infinitas, si se limita la cantidad de vidas, su número depende del nivel de dificultad), y una opción de disparo rápido.
• Entrevista - Una entrevista escrita acerca de la serie Metal Slug con algunos de los diseñadores y programadores de los juegos.